# Marquês de Downshire

Armas de Hill, Marquês de Downshire.

Marquês de Downshire é um título do Pariato da Irlanda.  Foi criado em 1789 para Wills Hill, 1.º Conde de Hillsborough, um antigo Secretário de Estado.
Hill já havia sido criado Conde de Hillsborough e Visconde Kilwarlin do Condado de Down no Pariato da Irlanda em 1751, com o restante, na falta de descendência masculina, para seu tio Arthur Hill, 1.º Visconde Dungannon .  Ele foi posteriormente criado Barão Harwich, de Harwich, no Condado de Essex, no Pariato da Grã-Bretanha em 1756, com um assento na Câmara dos Lordes Britânica.  Em 1772, ele foi ainda mais enobrecido com um segundo condado de Hillsborough e como Visconde Fairford no Condado de Gloucester, ambos no Pariato da Grã-Bretanha. 
Downshire era o filho mais velho de Trevor Hill, que havia sido criado Visconde Hillsborough e Barão Hill de Kilwarlin no Condado de Down, no Pariato da Irlanda em 1717, com o restante, na falta de descendência masculina própria, para a descendência masculina de seu pai, Michael Hill. Trevor Hill era irmão do já mencionado Arthur Hill, 1.º Visconde Dungannon. 
Em 2013, o 9.º Marquês sucedeu, sob os termos de um remanescente especial de 1802, ao título de Barão Sandys. A baronia foi criada para Mary Hill, Marquesa de Downshire, viúva do segundo Marquês, com o restante para seus filhos mais novos, Lord Arthur Moyses William Hill, Lord Marcus Hill, Lord Augustus Hill e Lord George Hill sucessivamente, mas se a linhagem masculina falhasse, poderia ser herdada por seus herdeiros masculinos do filho mais velho, o terceiro Marquês. Isto ocorreu em abril de 2013 com a morte de Richard Hill, 7.º Barão Sandys, sem herdeiros do sexo masculino. 
Antes da aprovação da Lei da Câmara dos Lordes de 1999, os Marqueses sentavam-se na Câmara dos Lordes como Condes de Hillsborough. 
Entre muitas outras propriedades, o Marquês possuía o Castelo de Hillsborough, a Blessington House no Condado de Wicklow e o Easthampstead Park perto de Bracknell . Os marqueses também são condestáveis hereditários do Forte Hillsborough.
A atual sede da família é o Castelo de Clifton, perto de Masham, North Yorkshire.

## Ancestrais
- Sir Moyses Hill, cavaleiro (falecido em fevereiro de 1630), veio para a Irlanda como soldado sob o comando do Conde de Essex .
- Arthur Hill (falecido em abril de 1663), coronel de Carlos I, deputado pelos condados de Down, Antrim e Armagh no Primeiro Parlamento do Protetorado de 1654-55, nomeado Condestável do Castelo de Hillsborough em 1660, deputado pelo Condado de Down a partir de 1661. [8]
- William Hill (falecido em 1693) sucedeu nas propriedades de Hillsborough após a morte de seu meio-irmão mais velho, Moyses Hill, e foi Conselheiro Privado sob Carlos II e Jaime II e Membro do Parlamento Irlandês por Ballyshannon de 1661 a 1666.
- Michael Hill (c.1662–1699) foi um Conselheiro Privado e Membro do Parlamento por Saltash e por Hillsborough . Ele se casou com Ann, filha e eventual herdeira de Sir John Trevor, Mestre dos Rolos e Presidente da Câmara dos Comuns.

## Viscondes Hillsborough (1717)
- Trevor Hill, 1.º Visconde Hillsborough (1693–1742)
- Wills Hill, 2.º Visconde Hillsborough (1718–1793) (criado Conde de Hillsborough em 1751)

## Conde de Hillsborough (1751 e 1772)
- Wills Hill, 1.º Conde de Hillsborough (1718–1793) (criado Marquês de Downshire em 1789)

## Marqueses de Downshire (1789)

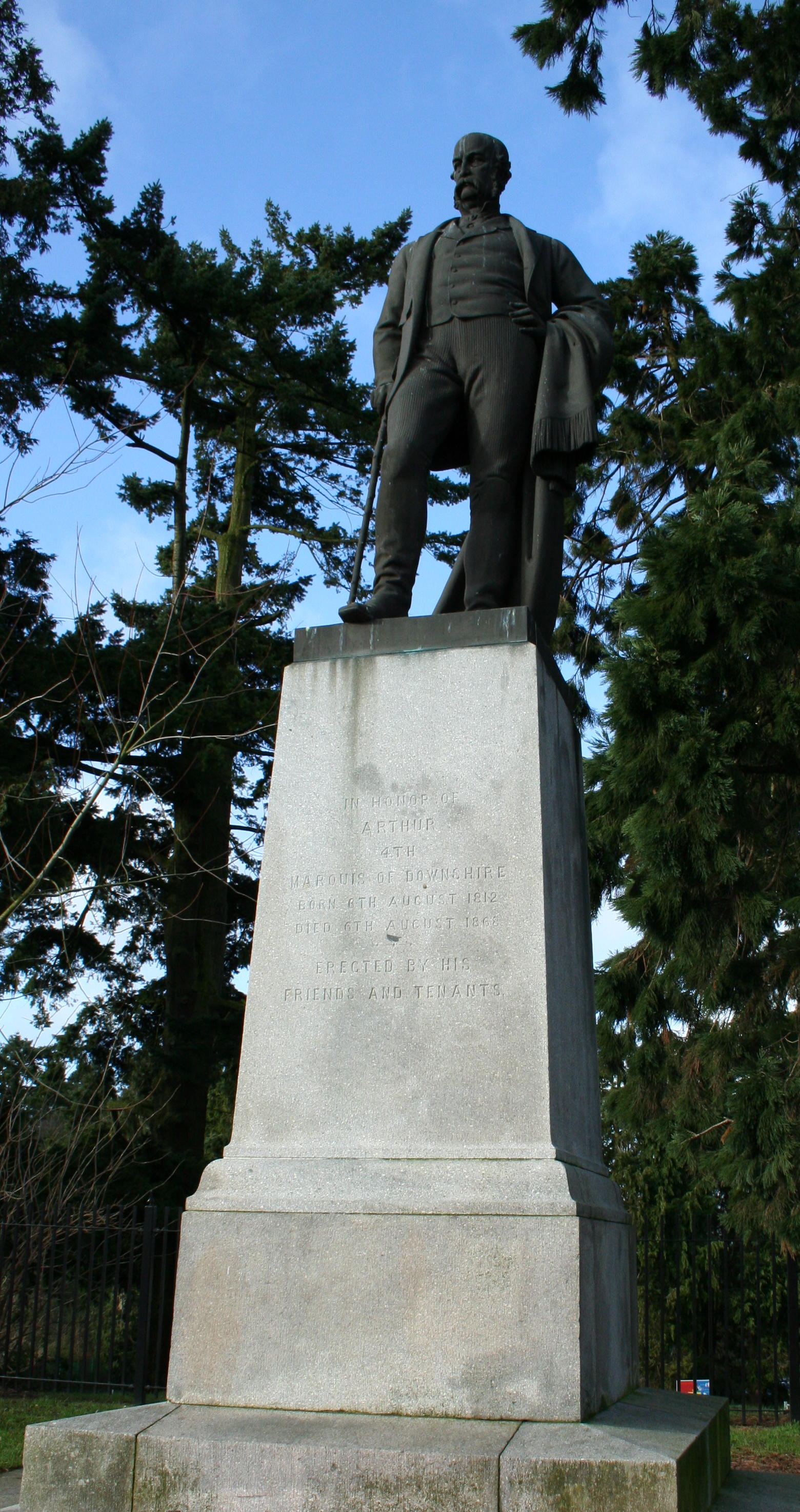
Monumento a Arthur, 4.º Marquês de Downshire, Hillsborough, Condado de Down

- Wills Hill, 1.º Marquês de Downshire (1718–1793)
- Arthur Hill, 2.º Marquês de Downshire (1753–1801)
- Arthur Blundell Sandys Trumbull Hill, 3.º Marquês de Downshire (1788–1845)
- Arthur Wills Blundell Sandys Trumbull Windsor Hill, 4.º Marquês de Downshire (1812–1868)
- Arthur Wills Blundell Trumbull Sandys Roden Hill, 5.º Marquês de Downshire (1844–1874)
- Arthur Wills John Wellington Trumbull Blundell Hill, 6.º Marquês de Downshire (1871–1918)
- Arthur Wills Percy Wellington Blundell Trumbull Hill, 7.º Marquês de Downshire (1894–1989)
- Arthur Robin Ian Hill, 8.º Marquês de Downshire (1929–2003) [9]
- Arthur Francis Nicholas Wills Hill, 9.º Marquês de Downshire, 8.º Barão Sandys (nascido em 1959)

O herdeiro aparente é o filho do atual titular, Edmund Robin Arthur Hill, Conde de Hillsborough (nascido em 1996). 